# Степан Вукчич Косача
Степан Вукчич Косача (серб. Стефан Вукчић Косача, босн. и хорв. Stjepan Vukčić Kosača; 1404 — 1466) — боснийский дворянин из рода Косачей. Он был воеводой (герцогом) Хума, а также герцогом Святого Саввы. Именно в честь титула Степана «герцог» за областью закрепилось название Герцеговина.

## Биография

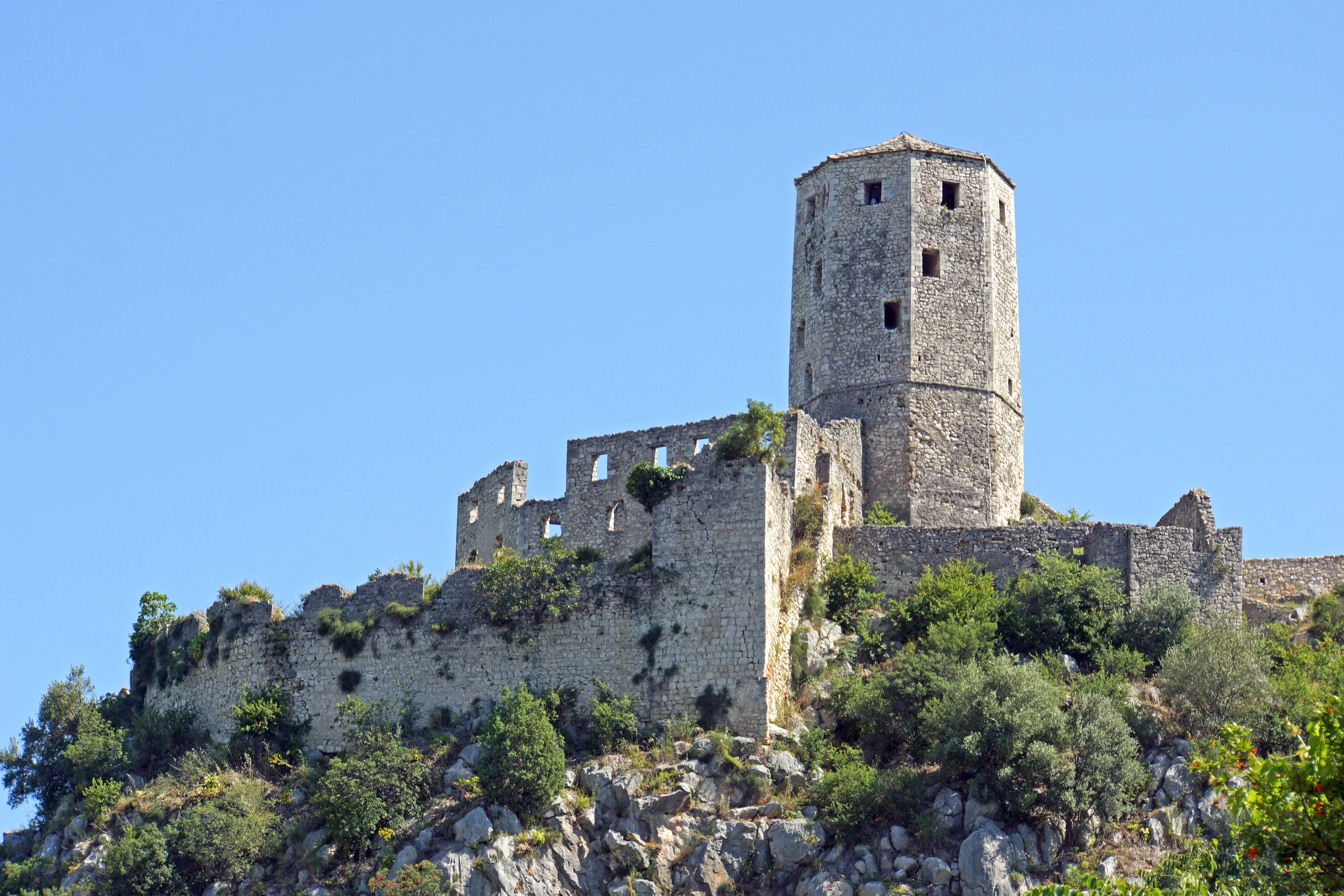
— крепость Степана Вукчича, занятая турками в 1471 году

После 1320 года Хум и Травуния стали частью Боснийского королевства. 15 февраля 1444 года, Степан подписал договор с Альфонсо V, королём Арагонским и Неапольским, и стал его вассалом, взамен на помощь в борьбе с противниками Степана: боснийским королём Степаном Томашем, графом Иванишем Павловичем, а также с Венецией. В том же соглашении содержалась договорённость, что Степан начнет платить дань Альфонсо, вместо Османской империи.
Степан был приверженцем Боснийской церкви. Король Боснии Степан Томаш, который изначально был приверженцем той же церкви, обратился в католичество. После чего он начал преследование Степана Вукчича как еретика. Разногласия были частично урегулированы в мае 1446 года, благодаря браку между дочерью Степана Вукчича Катариной и Степаном Томашем.
В 1404 году Благай перешёл под управление Степана Вукчича Косача, и он стал герцогом Хума. Городскую крепость назвали в честь него Степанград. Хартией 29 июня 1419 года ему был дан титул дворянина Рагузы. В 1448 году он отказался от титула «Войводы Боснии» и принял титул «Герцог Хума и Приморья», а годом позже снова изменил титул на «Герцога Св. Саввы». Этот титул имел важное значение, потому что этого святого чтили все в этом регионе.
В 1451 году Степан Вукчич осадил Дубровник. Так ранее в Рагузе он был произведён в дворянский чин, правительство объявило его предателем. За его голову была назначена огромная награда: 15 000 дукатов, дворец в Дубровнике, ежегодный доход в 300 дукатов, а также дворянский чин. Степан, испугавшись этого, снял осаду с города и отступил.
Степан Вукчич Косача умер в 1466 году, оставив правление своему старшему сыну Владиславу Герцеговичу. Тот правил до поражения от османских сил под руководством своего младшего брата Степана Герцеговича, который воспитывался при османском дворе, где был обращён в ислам и наречён именем Херсекли Ахмед-паша. При турках Герцеговина стала санджаком в Боснийском пашалыке, а в 1853 году территорию стали называть Босния и Герцеговина.
Степан Вукчич Косача основал православный монастырь в Заграде.

## Потомки
Степан Вукчич был женат три раза: на Елене Балшич, дочери Балши III, в 1424 году (умерла в 1453 году), на Барбаре в 1455 году (умерла в 1459), на Сесиль в 1460 году.
С Еленой у него было трое детей:
- Катарина Косача-Котроманич, вышла замуж за короля Боснии Степана Томаша, 25 ноября 1478 года была канонизирована Римской католической церковью, похоронена в Санта-Мария-ин-Арачели
- Владислав Герцегович (1427—1489), герцог св. Саввы, правитель Краины, в 1455 году женился на Кире Ане, дочери Георгиоса Кантакузеноса.
- Влатко Герцегович (1426—1489), герцог св. Саввы.

Кто является матерью последнего сына, Барбара или Сесилия, неясно
- Херсекли Ахмед-паша (1459—1517), в христианстве Степан; младший сын Степана Вукчича, которого султан Мехмед II взял в заложники и обратил в ислам. Пять раз был великим визирем и в 1481 году женился на Хунди, дочери Баязида II.